# 金山典世
金山 典世（かなやま のりつぐ）は東京都出身のパーカッション&ドラムス奏者。サムライプロモーション所属。

## 略歴
高校時代からドラムをはじめ、卒業直後からパーカショニスト、ドラマー大久保宙に師事。
ミュージックサーカスをはじめ多くのイベントに参加、2005年から大久保宙ソロコンサートなどにセカンド・パーカッショニストとして参加。2006年にソロ・デビュー・ライブを行う。
現在：伊勢原、蘇我、亀有のドラムスクールで講師も行っている。2008年3月には大久保宙の中国北京公演にて海外デビュー、すばらしいソロを聞かせ高い評価得た。2008年よりHCO MUSIC所属Gibraltar、TOCAデモンストレーターに就任。2015年には「Zildjian」のThe Zildjian Artistsに就任した。
フリーハンド・スタイルという珍しい奏法を使うパーカッショニストとして注目を得ている。
2010年に菅井宏美と「ツヅリ・ヅクリ」を結成し、パーカッションを担当している。

## 学歴
都立野津田高校卒業

## 師事
大久保宙（パーカッション&ドラムス）

## ディスコグラフィー
- TRYADD　　"Be-happy!"　2005（HCOミュージック）
- 大久保宙　 "NGOMA"　　　 2007（HCOミュージック）

## 外部ページ
- tensei BLOG ページ
- HCO MUSIC ページ

## 関連
ツヅリ・ヅクリ